# Dyskografia Coil
Artykuł przedstawia kompletne zestawienie wydawnictw muzycznych zespołu Coil

## Albumy
- 1984 Scatology
- 1986 Horse Rotorvator
- 1987 Gold Is the Metal with the Broadest Shoulders
- 1991 Love's Secret Domain
- 1994 The Angelic Conversation
- 1995 Worship the Glitch
- 1996 A Thousand Lights in a Darkened Room (jako Black Light District)
- 1998 Time Machines
- 1999 Astral Disaster (LP)
- 1999 Musick to Play in the Dark Vol. 1
- 2000 Astral Disaster (CD)
- 2000 Constant Shallowness Leads to Evil
- 2000 Musick to Play in the Dark Vol. 2
- 2003 The Plastic Spider Thing (Remixed)
- 2003 Moon's Milk
- 2004 Selvaggina, Go Back into the Woods
- 2005 …And the Ambulance Died in His Arms
- 2005 The Ape of Naples
- 2006 Black Antlers
- 2008 The New Backwards

## Single i minialbumyEP
- How to Destroy Angels (12") (1984)
- Panic/Tainted Love (12"/CD) (1985)
- The Anal Staircase (12") (1986)
- The Wheel/The Wheal (7") (1987)
- The Wheal/Keelhauler (7") (1987)
- The Unreleased Themes for Hellraiser (10"/kaseta/CD) (1987)
- Wrong Eye/Scope (7") (1990)
- Windowpane (12"/CD) (1990)
- The Snow (12"/Cassette/CD) (1991)
- How to Destroy Angels (CD) (1992)
- Airborne Bells/Is Suicide a Solution? (7") (listopad 1993)
- Themes for Derek Jarman's Blue (7") (1993)
- Unnatural History II (CD) (styczeń 1995)
- Windowpane & The Snow (CD) (1995)
- Unnatural History III (CD) (1997 June)
- The Solstice and Equinox (single):
  - Spring Equinox: Moon's Milk or Under an Unquiet Skull (7"/CD) (marzec 1998)
  - Summer Solstice: Bee Stings (7"/CD) (czerwiec 1998)
  - Autumn Equinox: Amethyst Deceivers (7"/CD) (wrzesień 1998)
  - Winter Solstice: North (7"/CD) (styczeń 1999)

## Kompilacje oraz albumy koncertowe
- Unnatural History (CD) (1990)
- Stolen & Contaminated Songs (CD) (1992)
- Astral Disaster (12"/CD) (styczeń 1999/styczeń 2000)
- Coil Presents Time Machines (CD) (wrzesień 2000)
- Пособие для начинающих: Глас Сéребра (A Guide For Beginners: A Silver Voice) (CD) (wrzesień 2001)
- Пособие для кончающих: Волос Злата (A Guide For Finishers: A Golden Hair) (CD) (wrzesień 2001)
- Live In Moscow (VHS) (2001)
- Moons Milk (In Four Phases) (2XCD) (styczeń 2002)
  - Moons Milk (In Four Phases) Bonus (CD-R) (lipiec 2003)
- The Remote Viewer (CD-R/2XCD) (2002 May)
- The Golden Hare with a Voice of Silver (2xCD) (2002)
- Spoiler Talks DVD Series: Coil (DVD) (2003)
- Live Four (CD) (marzec 2003)
- Live Three (CD) (marzec 2003)
- ANS (CD) (2003 May)
- The Restitution of Decayed Intelligence (10") (maj 2003)
- Live One (2003)
- Live Two (2003)
- Live Three (2003)
- Live Four (2003)
- The Key to Joy Is Disobedience (box set) (lipiec 2003)
  - Megalithomania! (CD-R) (lipiec 2003)
- ANS (3xCD & 1 DVD) (maj 2004)
- Black Antlers (CD-R/2XCD) (czerwiec 2004)
- Selvaggina, Go Back into the Woods (CD-R) (lipiec 2004)
- …And the Ambulance Died in His Arms (CD) (kwiecień 2005)
- The Ape of Naples (CD/3X12") (grudzień 2005)
- Duplais Balance (box set) (grudzień 2006)
- The New Backwards (CD/12") (2008)